# Ardaschir I.

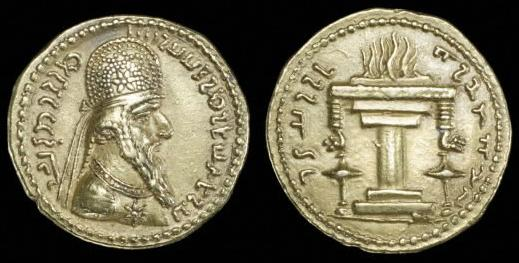
Münze Ardaschirs I. mit Feueraltar

Ardaschir I. († ca. 242; Regierungszeit: 224–239/40) war der Begründer des Sassanidenreichs (224–651). Er stürzte die bis dahin in Iran herrschende Dynastie der Arsakiden und betrieb eine recht erfolgreiche Expansionspolitik.

## Leben

### Frühe Jahre und Sturz der Arsakiden

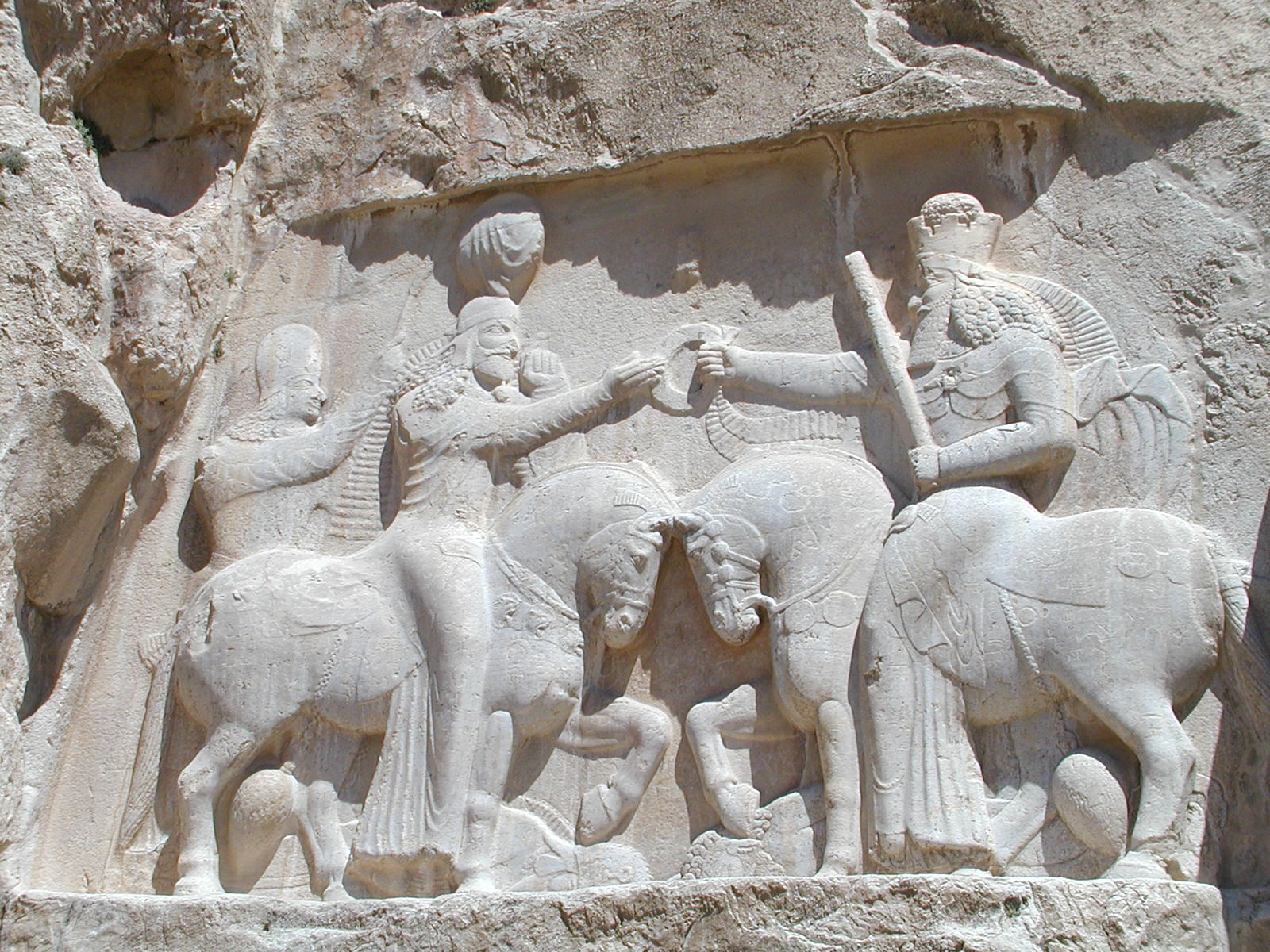
Ardaschir I. (links) empfängt den sogenannten Ring der Macht von Ohrmazd. Zu Füßen seines Pferdes liegt der besiegte Partherkönig Artabanos IV.

Über das Geburtsjahr und die frühen Jahre Ardaschirs ist nichts bekannt. Ardaschir, wie sein Vater Papak ein Vasall des arsakidischen Partherkönigs, trat zunächst die Herrschaft über die Region Fars (Persis) an. Der genaue Zeitpunkt ist unbekannt, in der Forschung werden Daten von 208 bis 222 genannt, wobei jedoch ein früheres Datum aufgrund der nachfolgenden Entwicklung plausibler erscheint; oft wird für den Beginn der Rebellion Ardaschirs 211/12 angenommen. Sein Vater war im Jahr 205/6 König von Istachr geworden, Ardaschir fungierte als Gouverneur von Dārābgerd. Nach dem Tod seines Vaters und dem überraschenden Tod seines Bruders Schapur (nicht zu verwechseln mit dem gleichnamigen Sohn Ardaschirs) wurde Ardaschir selber zum König gekrönt. Tabari berichtet, dass Schapur und nicht Ardaschir als Thronfolger von Papak auserkoren war. Es sind jedenfalls Münzen Schapurs belegt; eventuell beseitigte Ardaschir seinen Bruder nach dem Tod ihres Vaters. Jedenfalls sind die genauen Hintergründe von Ardaschirs Aufstieg kaum zuverlässig zu rekonstruieren. Später eroberte er die Region Kerman und gliederte sie seinem Herrschaftsbereich ein.

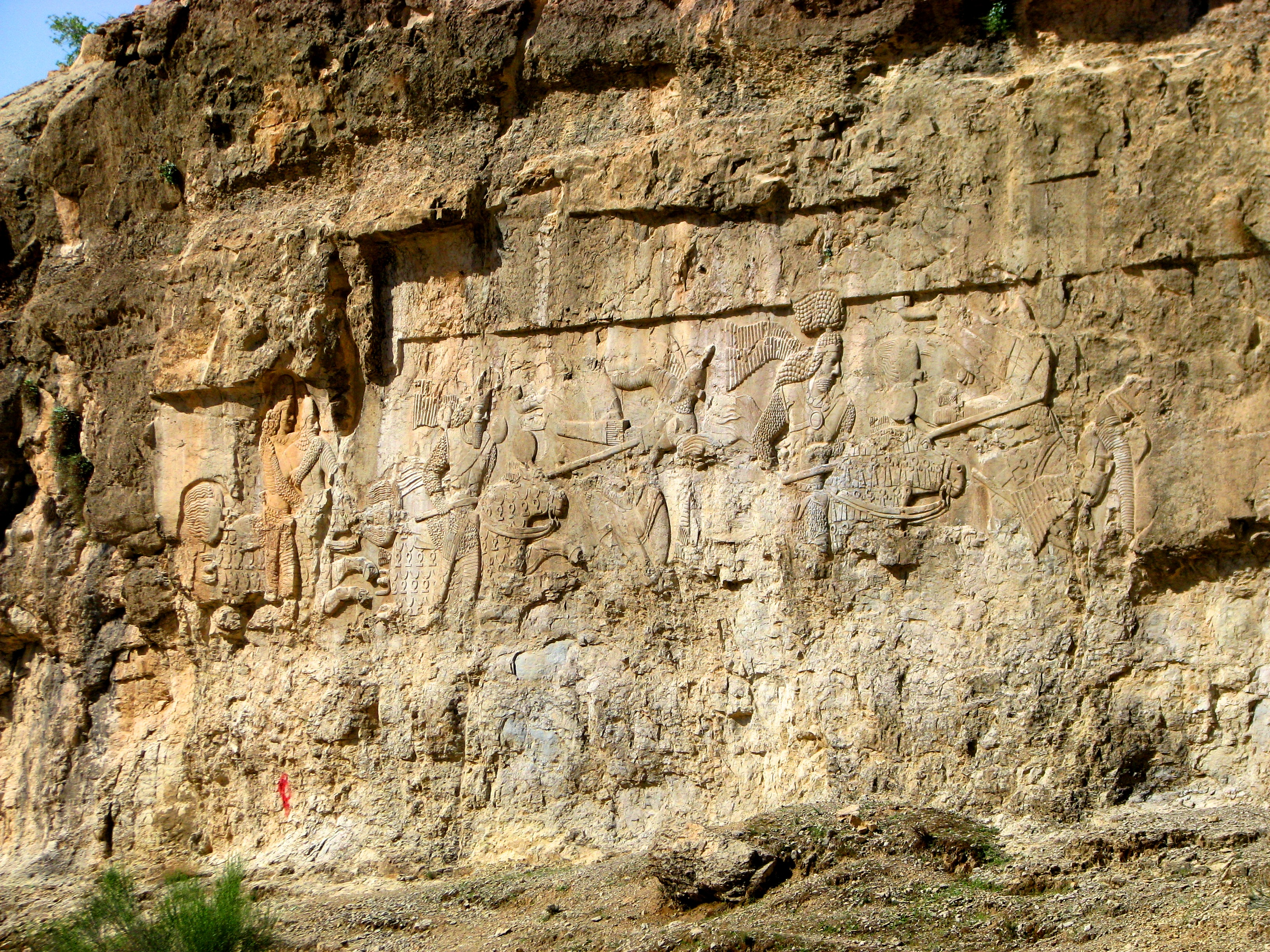
Relief der Schlacht von Hormizdagan: Ardaschir I. greift Artabanos IV. an.

Der Partherkönig Artabanos IV. konnte das Vorgehen Ardaschirs nicht länger dulden, zumal dessen Expansion eine Gefahr für ihn selbst darstellte. Artabanos, der womöglich die dortigen Kämpfe eher als lokalen Konflikt betrachtet hatte, ging gegen Ardaschir vor, wurde aber zurückgeschlagen. Schließlich kam es 224 zur Entscheidungsschlacht von Hormizdagan, in der Artabanos fiel, und Ardaschir ließ sich zum König der Könige ausrufen. Dennoch war damit nicht automatisch das Ende der Partherherrschaft gekommen, denn die Arsakiden konnten sich etwa in Mesopotamien und Aserbaidschan vorerst noch halten; in Armenien sollten sie tatsächlich noch bis zum Anfang des 5. Jahrhunderts die lokalen Herrscher stellen. Vor allem aber liefen viele parthische Adelsgeschlechter zu Ardaschir über und behielten so ihre Macht.
Ardaschir drang nun in den Osten des Reiches wohl bis nach Chorasan vor und residierte einige Zeit in Merw, doch ist das Ausmaß der konkreten Eroberungen Ardaschirs im Osten umstritten. So ist es wenigstens zweifelhaft, ob die Kuschan schon in der Regierungszeit Ardaschirs zu Vasallen der Sassaniden wurden. 225/26 wandte sich Ardaschir nach Westen, wo Vologaeses VI., ein Konkurrent des Artabanos, in Ktesiphon am Tigris residierte. Die Stadt wurde Ende 226 von Ardaschir erobert; damit war auch das parthische Mesopotamien erobert. Danach rückte er zum Persischen Golf vor. Am Golf gründete er in der Persis, dem Stammland der Sasaniden, eine kreisförmig angelegte Stadt, die er Ardaschir Churreh („Ruhm Ardaschirs“, heute Firuzabad) nannte. Anschließend stieß er an der Golfküste bis Bahrain (oder sogar bis nach Oman) vor.

### Innenpolitik

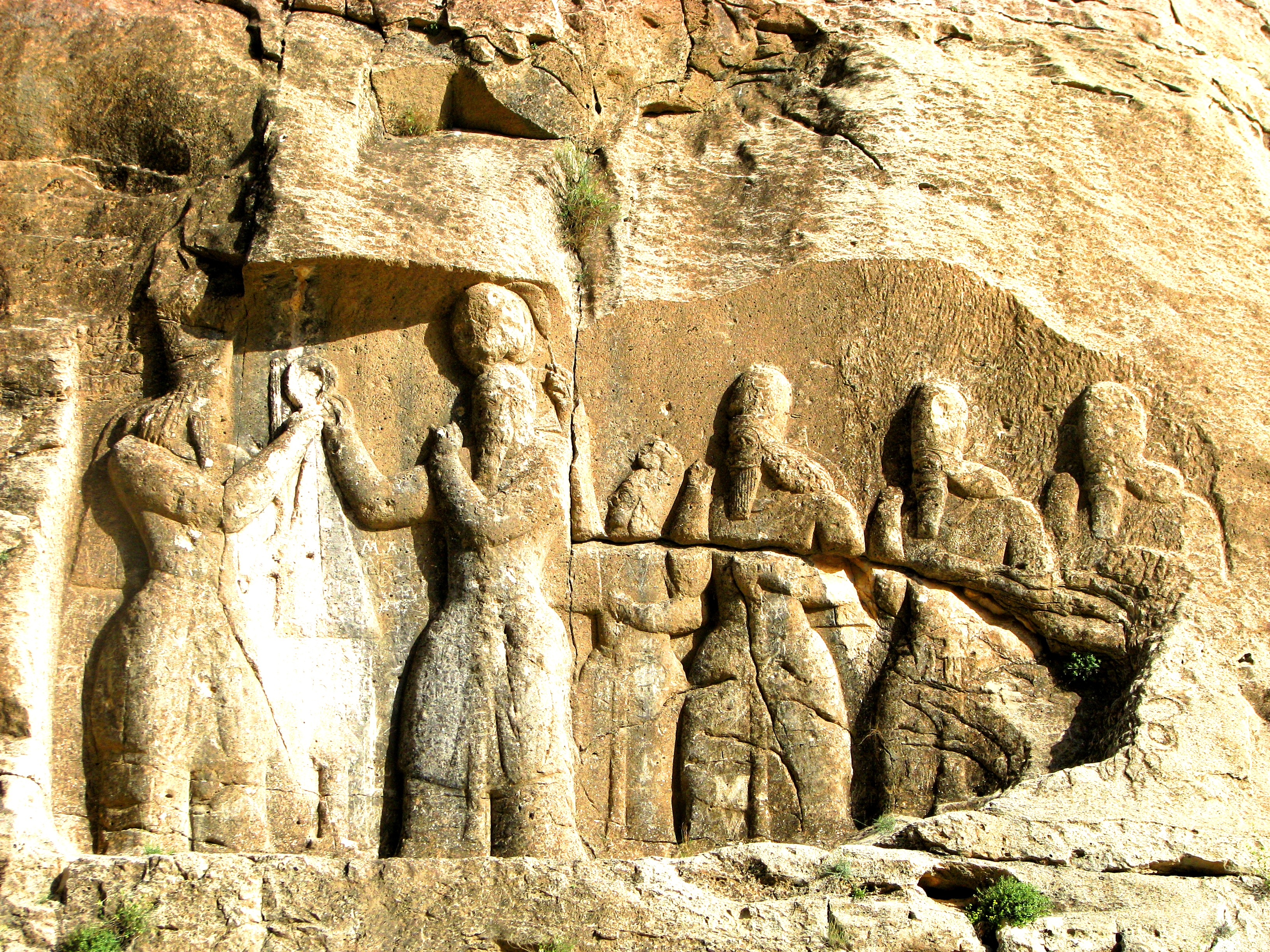
Ahura Mazda gibt Ardaschir I. den Ring der Macht, Relief in Firuzabad

Anders als in der älteren Forschung betonen die meisten Historiker heute die Kontinuitäten zwischen der sassanidischen Dynastie und ihren Vorgängern. Die innere Struktur des Reiches scheint im Kern unverändert geblieben zu sein. Wie schon in der Zeit der Arsakiden sollte Ktesiphon die Hauptresidenz der Sassaniden werden. Ardaschir förderte den Zoroastrismus, den man aber nicht als regelrechte Staatsreligion bezeichnen kann. Doch hatten etwa die Juden unter den Parthern wohl eine größere Freiheit genossen als dies unter Ardaschir der Fall war. Gegenüber den Christen scheint der Großkönig jedoch toleranter eingestellt gewesen zu sein.
Die großen Adelsfamilien unterwarfen sich Ardaschir bzw. arrangierten sich mit ihm. Allerdings war das Verhältnis wohl auch weiterhin recht angespannt: Obwohl die Anzahl der lokalen Könige aus parthischer Zeit reduziert wurde und eine Zentralisierung des Staatsapparats vielleicht vorangetrieben wurde, spielten die großen Magnatsfamilien (wie die Suren oder Karen) auch weiterhin eine wichtige Rolle. Ardaschir förderte die Urbanisierung, wobei der König dabei jedoch auf das ihm direkt unterstehende Land im Westen des Reiches beschränkt war. Um das Jahr 230 war die Herrschaft der Sassaniden im ehemaligen Arsakidenreich fest etabliert, wenn auch ein Vorstoß nach Armenien sowie ein weiterer gegen das Königreich Hatra gescheitert waren.

### Krieg gegen Rom und die letzten Jahre

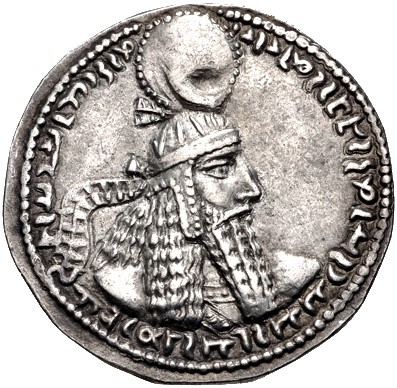
Drachme Ardaschirs mit Aufschrift: „Der Mazda-verehrende Gott Ardaschir, König der Könige der Arier, aus dem Geschlecht der Götter“

230 begann Ardaschir den Kampf gegen Rom mit dem Ziel, das 30 Jahre zuvor von Kaiser Septimius Severus annektierte Nordmesopotamien unter seine Herrschaft zu bringen. Nach Cassius Dio (80,4,1) und auch Herodian (6,2), der wohl seiner Quelle Cassius Dio folgte, soll Ardaschir dabei als Erbe der Achämeniden aufgetreten sein und Anspruch auf die von ihnen beherrschten Territorien erhoben haben. Diese Aussage ist in der Forschung sehr umstritten, es ist aber eher unwahrscheinlich, dass Ardaschir nähere Kenntnisse über die Zeit der Achämeniden hatte, und es gibt keine Hinweise auf eine Eroberungspolitik westlich des Euphrat. Ardaschir scheint bestrebt gewesen zu sein, durch Kampfleistungen seine Herrschaft zu legitimieren; weitreichende Annexionsabsichten, beispielsweise hinsichtlich Syriens, dürften ihm ferngelegen haben, wenn er sich auch „König der Könige“ genannt hat (allerdings nur von Ērān: Šāhān šāh Ērān).
Der Krieg gegen Rom verlief zunächst erfolgreich, wobei persische Verbände tief nach Syrien vordrangen, doch konnte 232 der römische Kaiser Severus Alexander zum Gegenangriff übergehen. Beide Seiten erlitten hohe Verluste, die schließlich eine Beendigung der Kampfhandlungen erzwangen, ohne dass jedoch ein Friedensvertrag geschlossen worden wäre. Nach der Ermordung des Severus Alexander 235 nutzte Ardaschir die Gelegenheit und drang in Mesopotamien erneut auf römisches Gebiet vor. Nisibis und Karrhai (235/36) fielen ebenso wie das strategisch bedeutende und mit den Römern verbündete Hatra (240/41, nachdem 226/27 ein Vorstoß der Sassaniden gescheitert war).

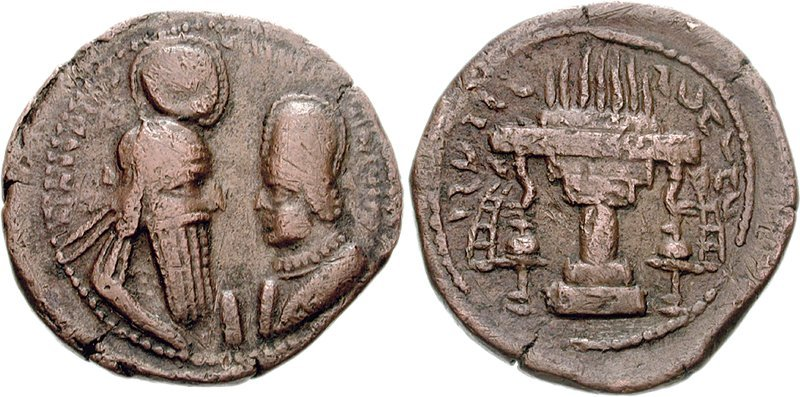
Münze Ardaschirs und Schapurs.

Die Chronologie der frühen Sassanidenkönige ist problematisch, da sie von der Datierung verschiedener Quellenaussagen abhängt; dies betrifft auch den Beginn bzw. das Ende der Herrschaft Ardaschirs und seines Sohnes und Nachfolgers Schapur. Bereits vor 240 trat Schapur jedenfalls als Mitregent Ardaschirs auf, der ihn auch auf seinen Kriegszügen begleitete. Schapur regierte vermutlich schon seit 240 als „König der Könige“, wenngleich Ardaschir wohl erst Anfang 242 starb; allerdings wird sein Tod auch teils (spät) in das Jahr 241 datiert.
Ardaschir legte den Grundstein für den über 400-jährigen Bestand des Sassanidenreiches, während Schapur den Rohbau des Reiches komplettierte und auch den Krieg gegen Rom weiterführte. Beide zählen daher zu den bedeutendsten Sassanidenkönigen.